# Турчак, Анатолий Александрович
Анатолий Александрович Турчак (род. 1945) — советский и российский организатор производства. Кандидат технических наук, доктор экономических наук, профессор.

## Биография
Родился 28 июля 1945 года в Ленинграде. Окончил Ленинградский финансово-экономический институт (1976), Ленинградский институт авиаприборостроения (1991), Учебное заведение экономики земли Баден-Вюртемберг в Штутгарте (1989), Крэнфилдскую школу менеджмента в Лондоне (1991).
С 1985 года — директор объединения, затем холдинговой компании «Ленинец», которая специализируется в разработке пилотажно-навигационных и прицельно-навигационных комплексов и радаров для тяжёлых самолётов.
Делегат XXVII съезда КПСС.
В 1990-е годы был заместителем Владимира Путина по петербургскому региональному совету движения «Наш дом — Россия».
Занимаемые посты: президент Союза промышленников и предпринимателей Санкт-Петербурга, член исполкома Российского футбольного союза, председатель Совета директоров «Энергомашбанка». С 1995 по 2020 год являлся президентом МРО «Северо-Запад» и федерации футбола Санкт-Петербурга.

## Награды
- орден «За заслуги перед Отечеством» IV степени
- орден «Знак Почёта»

## Семья
Сын — Андрей Турчак с 16 летнего возраста — с 1991 по 1995 год — тренер-преподаватель по дзюдо муниципальной ДЮСШ олимпийского резерва «Космонавт». Начиная с 20-летнего возраста, работал в отцовской холдинговой компании и её дочерних компаниях. С 2017 года — заместитель председателя Совета Федерации Федерального собрания Российской Федерации, секретарь Генерального совета партии «Единая Россия» с 2017 года. Губернатор Псковской области (2009—2017).